# Ассоциация женщин Бангладеш
Ассоциация женщин Бангладеш (бенг. বাংলাদেশ মহিলা সমিতি, англ. Bangladesh Mahila Samiti) — неправительственная организация в Южной Азии.
Ассоциация открыта в 1949 году. Центр располагался в Дакке, Бангладеш. Род деятельности — защита прав женщин.

## История
Ассоциация открыта в Дакке, Бангладеш, в 1949 году как неполитическая организация. Первоначально ассоциация была отделением основанной в 1948 году Рааной Лиакат Али Хан общественной организации «Всепакистанская женская ассоциация». Хан была женой премьер-министра Пакистана и занималась благотворительной деятельностью. В своей работе ассоциация опиралась на женские группы в Дакке и работала на городском уровне. Основной сферой деятельности ассоциации была правозащита.

## Деятельность
Помимо работы по обеспечению женского образования и здравоохранения, эта организация также поддерживает и повышает осведомленность общественности по различным правовым вопросам для женщин. Ассоциация добивалась равного статуса для женщин в общественной жизни страны. Также занималась правами перемещенных женщин.

## Международные контакты
Ассоциация установила международные контакты посредством участия в подготовительном совещании к Международному женскому саммиту в Венгрии в 1974 году и Международной конференции в Мексике в 1975 году. Связи еще больше укрепились благодаря её членству в Ассоциации сельских женщин мира (англ. Associated Country Women of the World) и Международному альянсу женщин. Бывший президент ассоциации Нилима Ибрагим была председателем Пекинского комитета НПО Плюс (англ. Beijing NGO Plus Committee), а Бегум Айви Рахман была региональным президентом Ассоциации сельских женщин мира с 2001 по 2003 год. Генеральным секретарем организации была правоаищитница Сахара Хатун. активный член Международного альянса женщин с 1999 по 2002 год.

## Награды и отличия
- Ассоциации присвоена Медаль Салима Аль Дина[10]